# Francesco Provenzale
Pour les articles homonymes, voir Provenzale.
Francesco Provenzale (né le 25 septembre 1632 à Naples – mort le 6 septembre 1704 dans la même ville) est un compositeur italien, le premier grand compositeur des opéras de l'école napolitaine d'opéra, mais il est surtout connu pour son activité de pédagogue, qui lui a permis de former les plus importants compositeurs napolitains du début du XVIIIe siècle.

## Biographie
On ne sait quasiment rien sur la formation musicale et les premières années d'activité de Francesco Provenzale. Il a appris la musique au Conservatoire de la Pietà dei Turchini de Naples sous la direction de Giovanni Salvatore et de Erasmo Bartoli. En 1658, Provenzale met en scène son premier opéra lyrique, Theseo; cependant le livret de ce drame nous signale qu'il a déjà composé d'autres opéras: Il Ciro, Xerse et Artemisia, lesquels ont été probablement créés au Teatro San Bartolomeo de Naples. Francesco Provenzale a pu aussi avoir composé d'autres musiques pour les Fabiarmonici, un groupe musical en activité à Naples partir de 1650.
Le 12 janvier 1660, il épouse Chiara Basile, dont il a eu trois enfants : Giuseppe, Grazia et Anna Maria. Le 7 mai 1663, il a été nommé primo maestro du Conservatoire de Santa Maria di Loreto, où il travaillait depuis 1661, mais en 1675, il a été remplacé par son vice-maestro, Giuseppe Cavallo. Mais depuis deux ans il était primo maestro de la Pietà dei Turchini, conservatoire plus prestigieux et où il avait reçu sa formation musicale. Tout en poursuivant son activité d'enseignement, il a écrit pour Santa Maria di Loreto divers mélodrames sacrés, parmi lesquels Il martirio di San Gennaro (1663), La colomba ferita (1670) et La fenice d'Avila (1672) ainsi que La Vittoria fuggitiva. Ces œuvres ont connu le succès non seulement auprès des étudiants de l'école, mais aussi dans toute la ville. Provenzale a obtenu un poste de maître de chapelle dans diverses églises et congrégations napolitaines, parmi lesquelles San Domenico Maggiore (1667), Sant'Angelo a Nilo (1669), Monte degli Agonizzanti in Santa Maria Ancillarum (1679) et le Monastère de Santa Chiara (1679). En 1665, il a été nommé maestro della Fidelissima Città di Napoli auprès du Tesoro di San Gennaro de la cathédrale de Naples. En 1680 il devient maître honoraire de la chapelle royale, pendant que Pietro Andrea Ziani obtient le poste de maître de chapelle. Après le décès de Ziani, le jeune Alessandro Scarlatti obtient le poste, et seulement en 1690 Francesco Provenzale devient vice-maître de chapelle.
En 1699 il perd le poste qu'il avait à la Cappella del Tesoro di San Gennaro, aux raisons d'être inadapté et âgé, et il est remplacé par son élève, Gaetano Greco. En 1702, il subit le même sort à la Pietà dei Turchini. Toutefois il continue à travailler pour la chapelle royale, non plus comme maître titulaire, mais comme assistant du nouveau maître Alessandro Scarlatti. Toujours à cette chapelle, à partir de 1691, il est devenu maestro di camera, charge qu'il a gardée pratiquement jusqu'à la fin de ses jours ; il y a été remplacé par un autre de ses élèves, Gaetano Veneziano.

## Opéras
- Il Ciro (livret de Giulio Cesare Sorrentino) (1653, Naples); autres représentations 1654, Venise avec des ajouts de Cavalli)
- La colomba ferita. Opera sacra di S. Rosalia (livret de Giuseppe Castaldo) (1670, Naples; autres représentations 1672, 1696, Naples)
- La fenice d'Avila Teresa di Gesù (livret de Giuseppe Castaldo), dramma sacro (1672, Naples; autres représentations 1673, 1689, 1695, Naples)
- Lo schiavo di sua moglie (livret de Francesco Antonio Paolella) (1671, Naples; autres représentations 1672, 1675)
- Difendere l'offensore overo La Stellidaura vendicante (livret de Andrea Petrucci) (1674, Naples; autres représentations 1675, 1678, 1685)